# Adam Scott
Adam Paul Scott (* 3. dubna 1973, Santa Cruz, Kalifornie) je americký herec, komik a producent. Je známý pro své role Bena Wyatta v sitcomu Odbor městské zeleně (2010–2015) stanice NBC, za níž obdržel dvě nominace na Critics' Choice Television Award, a Marka Scouta v psychologickém thrillerovém seriálu Odloučení (2022–dosud) společnosti Apple TV+, za níž obdržel ohlas a kritiků a nominace na cenu Emmy, Zlatý glóbus, Cenu Sdružení filmových a televizních herců. V roce 2025 byl časopisem Time zařazen na seznam 100 nejvlivnějších lidí světa.
Ztvárnil také role Johnnyho Meyera ve filmu Letec (2004), Dereka Huffa ve filmu Bratři z donucení (2008), Henryho Pollarda v sitcomu Párty na klíč (2009–2023), Trevora v sitcomu Dobré místo (2016–2018) a Eda Mackenzie v dramatickém seriálu Sedmilhářky (2017–2019).

## Život
Scott se narodil v Santa Cruz v Kalifornii rodičům Anne (rozené Quartararo) a Dougaldu Scottovým, oba jsou bývalí učitelé. Jeho rodiče se však rozvedli, když byl ještě dítě. Jeho otec je skotského původu, zatímco jeho matka je napůl italského (sicilského) a napůl irského původu. Má dva starší sourozence, Shannona a Davida. Vystudoval školu Harbour High School a American Academy of Dramatic Arts v Los Angeles.

## Osobní život
V roce 2005 se jeho manželkou stala producentka Naomi Sablan. Mají spolu dvě děti.
Scott je „zatvrzelý“ fanoušek hudební skupiny R.E.M., podobně jako jeho postava v seriálu Odbor městské zeleně. V roce 1992 se objevil jako komparzista v jejich hudebním videu k písni „Drive“.
Během vystoupení v talk show Jimmy Kimmel Live! Scott prozradil, že pozval herce Marka Hamilla na jednu ze svých dětských narozeninových oslav. Hostující moderátorka Kristen Bellová překvapila Scotta vystoupením Hamilla se světelným mečem na oslavu dne Star Wars.

## Filmografie

### Film
| Rok  | Název                                | Role                  | Poznámky               |
| ---- | ------------------------------------ | --------------------- | ---------------------- |
| 1994 | Cityscrapes: Los Angeles             | Joe                   |                        |
| 1996 | Hellraiser: Bloodline                | Jacques               |                        |
| 1996 | Poslední dny Frankieho Flye          | Race Track Valet      |                        |
| 1996 | Star Trek: První kontakt             | Conn Officer          |                        |
| 1997 | Dinner and Driving                   | Larry                 |                        |
| 1998 | Girl                                 | Scott                 |                        |
| 1998 | The Lesser Evil                      | mladý George          |                        |
| 1998 | Příliš jednoduché                    | fanoušek na baru      |                        |
| 1999 | Winding Roads                        | Brian Calhoun         |                        |
| 2001 | Date Squad                           | Fred                  | krátkometrážní         |
| 2001 | Seven and a Match                    | Peter                 |                        |
| 2002 | Ronnie                               | Ronnie Schwann        |                        |
| 2002 | Těžký zločin                         | Terrence Embry        |                        |
| 2002 | Bleach                               | Fulton                | krátkometrážní         |
| 2003 | Something More                       | Saul                  | krátkometrážní         |
| 2003 | Two Days                             | Stu                   |                        |
| 2004 | Torque: Ohnivá kola                  | Jay McPherson         |                        |
| 2004 | Off the Lip                          | David                 |                        |
| 2004 | Letec                                | Johnny Meyer          |                        |
| 2005 | Matador                              | Phil Garrison         |                        |
| 2005 | Příšerná tchyně                      | Remy                  |                        |
| 2006 | Umění musí bolet                     | Marvin Bushmiller     |                        |
| 2006 | První sníh                           | Tom Morelane          |                        |
| 2006 | Dny plné Slunce                      | Daniel Bloom          |                        |
| 2006 | Noční můra                           | Kurt                  |                        |
| 2007 | Zbouchnutá                           | Samuel                |                        |
| 2008 | Velký Buck Howard                    | Alan Berkman          |                        |
| 2008 | Srpen před bouří                     | Joshua Sterling       |                        |
| 2008 | Corporate Affairs                    | Jack Hightower        |                        |
| 2008 | Bratři z donucení                    | Derek Huff            |                        |
| 2008 | Zralá láska                          | Mike Malone           |                        |
| 2009 | Bráchova holka                       | Caleb Sinclaire       |                        |
| 2009 | Passenger Side                       | Michael Brown         | také výkonný producent |
| 2010 | Utajená operace                      | kouzelník             |                        |
| 2010 | AIDS: We Did It!                     | muž                   | krátkometrážní         |
| 2010 | Přestupný rok                        | Jeremy Sloane         |                        |
| 2010 | Piraňa 3D                            | Novak Radzinsky       |                        |
| 2011 | Fight for Your Right Revisited       | řidič                 | krátkometrážní         |
| 2011 | The Terrys                           | vypravěč              | krátkometrážní         |
| 2011 | Beznadějný trouba                    | Jeremy Horne          |                        |
| 2011 | Svobodní se závazky                  | Jason Fryman          |                        |
| 2012 | Holky na tahu                        | Clyde Goddard         |                        |
| 2012 | HJ Gloves                            | muž                   | krátkometrážní         |
| 2012 | Dívka na útěku                       | Jason                 |                        |
| 2012 | Výlet s mámou                        | Andrew Margolis Jr.   |                        |
| 2013 | A.C.O.D: Děti rozvedených            | Carter                | také výkonný producent |
| 2013 | Walter Mitty a jeho tajný život      | Ted Hendricks         |                        |
| 2014 | Ruka v rukávu                        | zvukař                | cameo                  |
| 2015 | Divoká noc                           | Alex                  | také výkonný producent |
| 2015 | Milenci těch druhých                 | Dr. Matthew Sobvechik |                        |
| 2015 | To byl zítra flám 2                  | Adam Yates Jr.        |                        |
| 2015 | Black Mass: Špinavá hra              | Robert Fitzpatrick    |                        |
| 2015 | Krampus: Táhni k čertu               | Tom Engel             |                        |
| 2016 | My ostatní                           | —                     | producent              |
| 2016 | Můj slepý bratr                      | Robbie                |                        |
| 2017 | Noc šílených matek                   | Tom                   | také výkonný producent |
| 2017 | The Disaster Artist: Úžasný propadák | sám sebe              | cameo                  |
| 2017 | The Most Hated Woman in America      | Jack Ferguson         |                        |
| 2017 | Flower                               | Will Jordan           |                        |
| 2017 | Malý ďábel                           | Gary Bloom            |                        |
| 2019 | V Kapradí: Film                      | sám sebe              |                        |
| 2024 | Madam Web                            | Ben Parker            |                        |

### Televize
| Rok             | Název                                    | Role                           | Poznámky                                              |
| --------------- | ---------------------------------------- | ------------------------------ | ----------------------------------------------------- |
| 1994            | Dead at 21                               | Dan Bird                       | díl: „Pilot“                                          |
| 1994–1995       | Boy Meets World                          | člen skupiny / Griffin Hawkins | 4 díly                                                |
| 1995            | Pohotovost                               | David Kerstetter               | díl: „V sobotu večer za úplňku“                       |
| 1995            | Murder One                               | Sydney Schneider               | 6 dílů                                                |
| 1996            | Policie New York                         | Gordon Puterbaugh              | díl: „Zpovědník na hlavu“                             |
| 1997            | Payback                                  | Adam Stanfill                  | TV film                                               |
| 1998–1999       | Správná pětka                            | Josh Macon                     | 7 dílů                                                |
| 1999            | Wasteland                                | Phillip                        | 7 dílů                                                |
| 1999            | Sagamore                                 | Alex                           | TV film                                               |
| 2002            | Glory Days                               | Howard Dichotsky               | díl: „Zpovědník na hlavu“                             |
| 2002            | Odpočívej v pokoji                       | Ben Cooper                     | 2 díly                                                |
| 2004            | Kriminálka Miami                         | Danny Cato                     | díl: „Stalkerazzi“                                    |
| 2005            | Veronica Mars                            | Chuck Rooks                    | díl: „Mars vs. Mars“                                  |
| 2005            | Kathy Griffin: My Life on the D-List     | sám sebe                       | díl: „Hot to Tot“                                     |
| 2006            | Zákon a pořádek                          | Robbie Howell                  | díl: „Porušení podmínky“                              |
| 2007            | Řekni, že mě miluješ                     | Palek                          | 10 dílů                                               |
| 2009            | Trust Me                                 | Josh Burkett                   | 2 díly                                                |
| 2009–2010       | Nahoru a dolů                            | Pat Anderson                   | 2 díly                                                |
| 2009–2010, 2023 | Párty na klíč                            | Henry Pollard                  | 26 dílů; také producent                               |
| 2010            | The Sarah Silverman Program              | agent Schroeder                | díl: „Just Breve“                                     |
| 2010            | Childrens Hospital                       | D'Ghor Koru                    | díl: „Joke Overload“                                  |
| 2010            | Americký táta                            | Marshall (hlas)                | díl: „Lid versus Martin Sugar“                        |
| 2010–2015, 2020 | Odbor městské zeleně                     | Ben Wyatt                      | 98 dílů                                               |
| 2011            | Kriminálka NTSF:SD:SUV                   | Van Damm                       | díl: „The Risky Business of Being Alone in Your Home“ |
| 2012–2013       | Žhavá láska                              | Damien Assante                 | 6 dílů                                                |
| 2012–2014       | The Greatest Event in Television History | sám sebe                       | 4 díly; také tvůrce, režisér a výkonný producent      |
| 2013            | Robot Chicken                            | Care Bear / Father             | díl: „Botched Jewel Heist“                            |
| 2013            | Maron                                    | sám sebe                       | díl: „Mexican Angel“                                  |
| 2013            | Drunk History                            | John Wilkes Booth              | díl: „Washington D.C.“                                |
| 2016            | Angie Tribeca                            | Surgeon                        | díl: „The Wedding Planner Did It“                     |
| 2016            | Zviřátka                                 | Shane (hlas)                   | díl: „Cats.“                                          |
| 2016            | Bajillion Dollar Propertie$              | Johnny Dunne                   | díl: „Meet Platinum“                                  |
| 2016            | The Adult Swim Golf Classic              | Adam Scott                     | TV speciál                                            |
| 2016–2018       | Dobré místo                              | Trevor                         | 5 dílů                                                |
| 2017–2019       | Sedmilhářky                              | Ed MacKenzie                   | 14 dílů                                               |
| 2017            | Viceprezident(ka)                        | moderátor Tonight Show         | díl: „A Woman First“                                  |
| 2017            | Léto k nepřežití: O deset let později    | Ben                            | 7 dílů                                                |
| 2017            | Do You Want to See a Dead Body?          | sám sebe                       | díl: „A Body and a Puddle“                            |
| 2017–2018       | Ghosted                                  | Max Jennifer                   | 16 díl; také výkonný producent                        |
| 2019            | I'm Sorry                                | Dr. Steve Goldberg             | díl: „These Are My Fingers“                           |
| 2019            | The Twilight Zone                        | Justin Sanderson               | díl: „Nightmare at 30,000 Feet“                       |
| 2020            | Nailed It!                               | sám sebe / hostující moderátor | díl: „Howdy, Failure!“                                |
| 2020            | Celebrity Escape Room                    | sám sebe                       | TV speciál                                            |
| 2020            | Don't                                    | sám sebe / moderátor           | 8 dílů; také výkonný producent                        |
| 2021            | Duncanville                              | Nick (hlas)                    | díl: „Das Banana Boot“                                |
| 2021            | Big Mouth                                | pan Keating (hlas)             | díl: „Green-Eyed Monster“                             |
| 2022            | Piklírna                                 | Ron Staedtler (hlas)           | 5 dílů                                                |
| 2022–dosud      | Odloučení                                | Mark Scout                     | hlavní role; také producent                           |
| 2022–dosud      | Ve vatě                                  | John Novak                     | 6 dílů                                                |